# Mytilenes internationella flygplats
Mytilenes internationella flygplats "Odysseus Elytis" (IATA: MJT, ICAO: LGMT) (grekiska: Κρατικός Αερολιμένας Μυτιλήνης "Οδυσσέας Ελύτης") är en internationell flygplats utanför staden Mytilene, huvudstad på den grekiska ön Lesbos.
Flygplatsen grundades 1932, men det var först 1980 som de första charterflygen landade på flygplatsen. I december 2015 slutfördes privatiseringen av Mytilenes internationella flygplats och 13 andra regionala flygplatser i Grekland genom undertecknandet av avtalet mellan samriskföretagen Fraport AG/Copelouzos Group och den grekiska privatiseringsmyndigheten.